# Санту-Антониу-ди-Лисбоа (Пиауи)

Санту-Антониу-ди-Лисбоа на карте штата.

Санту-Антониу-ди-Лисбоа (порт. Santo Antônio de Lisboa) — муниципалитет в Бразилии, входит в штат Пиауи. Составная часть мезорегиона Юго-восток штата Пиауи. Входит в экономико-статистический микрорегион Пиу-IX. Население составляет 6007 человек на 2010 год. Занимает площадь 387,403 км². Плотность населения — 15,51 чел./км².

## Демография
Согласно сведениям, собранным в ходе переписи 2010 г. Национальным институтом географии и статистики (IBGE), население муниципалитета составляет:
| Полное население                               | Полное население                               | Полное население                               | Полное население                               | 6007  |
| ---------------------------------------------- | ---------------------------------------------- | ---------------------------------------------- | ---------------------------------------------- | ----- |
| в том числе:                                   | Городское население                            | 3920                                           | Процент городского населения, %                | 65,26 |
|                                                | Сельское население                             | 2087                                           | Процент сельского населения, %                 | 34,74 |
|                                                | Мужское население                              | 2976                                           | Процент мужского населения, %                  | 49,54 |
|                                                | Женское население                              | 3031                                           | Процент женского населения, %                  | 50,46 |
| Плотность населения, чел/км²                   | Плотность населения, чел/км²                   | Плотность населения, чел/км²                   | Плотность населения, чел/км²                   | 15,51 |
| Население муниципалитета в % к населению штата | Население муниципалитета в % к населению штата | Население муниципалитета в % к населению штата | Население муниципалитета в % к населению штата | 0,19  |

По данным оценки 2016 года, население муниципалитета составляет 6244 жителя.

## История
Город основан в 1964 году.

## Статистика
- Валовой внутренний продукт на 2003 год составляет 10 657 564,00 реалов (данные: Бразильский институт географии и статистики).
- Валовой внутренний продукт на душу населения на 2003 год составляет 2055,06 реалов (данные: Бразильский институт географии и статистики).
- Индекс развития человеческого потенциала на 2000 год составляет 0,619 (данные: Программа развития ООН).